# 和田春樹
和田 春樹 （わだ はるき、1938年（昭和13年）1月13日 - ）は、日本の歴史学者。専門は、近代ロシア史とソビエト連邦史および現代朝鮮。東京大学名誉教授。
1968年にキング牧師が暗殺されたことをきっかけに、妻の和田あき子と共に地元の大泉学園でベトナム戦争反対の市民運動を始めた。主な著作として『ニコライ・ラッセル』『マルクス・エンゲルスと革命ロシア』および『朝鮮戦争』がある。

## 人物
大阪府出身、静岡県立清水東高等学校卒業。父の和田捷雄は歴史の教師で、清水東高等学校の校長代理をつとめた。東京大学文学部卒業。ドイツ語クラスの同級生に古井由吉や加藤祐三がいた。
大学入学から退官まで、約50年間にわたって東京大学においてのみ過ごした。1968年、キング牧師暗殺をきっかけに、妻和田あき子と共に、地元・大泉学園でベトナム反戦運動を始める。
研究分野は多岐にわたるが、ロシア・ソ連、朝鮮半島の近現代史及び、それらの地域と日本の関係にまつわるものが多い。左翼運動・市民運動などの実践活動でも知られる。2010年に韓国の全南大学から第4回「後広金大中学術賞」を授与される。

## 研究

### 民衆側の共産主義
和田による研究対象は、1905年の「血の日曜日事件」で知られるゲオルギー・ガポン、革命家のネストル・マフノによる農民アナキズム運動、ナロードニキとマルクス・エンゲルスとあいだの政治的偏差などを含んだ。

### 韓国・北朝鮮
和田は「普天堡が金日成の代表的な抗日闘争」とする。しかし、韓国の『朝鮮日報』によれば、「実際は小規模な突撃隊が『派出所を襲撃した』にすぎず、北朝鮮によって『過大宣伝されているというのが定説』である。

### 朝鮮戦争
朝鮮戦争は南侵（北朝鮮による韓国侵略）か北侵（韓国による北朝鮮侵略）なのかについては、「あまり本質的な問題ではない。南北の双方に武力統一プランはあった」と述べている。

## 主義・主張

### 拉致問題
北朝鮮による日本人拉致問題について和田は『世界』2001年1月および2月号に掲載した論文『「日本人拉致疑惑」を検証する』において、「横田めぐみさん拉致の情報は、その内容も、発表のされ方も多くの疑問を生むものである」として、日本国政府も拉致疑惑を認定しないことから「横田めぐみさんが拉致されたと断定するだけの根拠は存在しないことが明らかである」と述べている。なお、久米裕の事件については、拉致された可能性は高いと述べているが、「日本の警察が国外移送拐取罪で立件しなかった以上、行方不明者として交渉するほかない」と述べている。
翌2002年（平成14年）、北朝鮮自身が日本人拉致を認めるに至り、『諸君!』『正論』誌上では和田に対する激しい批判が加えられた。対して和田は、自分は拉致そのものの存在を否定していたわけではないと弁明した。

### 反朴正煕運動
過去に反朴正煕運動を行っており、鄭大均は「双方の独裁に触れながらも、反独裁の実践はもっぱら南にのみ向けられる」事例として和田の1982年の論文を挙げており、独裁国家論（北朝鮮論）の多くは、このような韓国・朝鮮論の形をとっているとしている。
独裁政権でも北朝鮮は批判せず、軍事政権時代の韓国のことは厳しく批判しており、金大中拉致事件の救命運動を行っていた。このことから軍事政権時代は韓国から要注意人物としてマークされており、韓国に入国できなかったが、アジア女性基金に加わる際に外務省の口利きで入国できるようにり、東大退職後の1998年春から年末まで5回、訪韓している。

### 在日韓国人
在日韓国・朝鮮人に対する社会処遇の向上や、積極的な戦後補償を行うことを一貫して求めている。

### 慰安婦問題
日本の慰安婦問題については、当時の日本政府に対して一貫して批判的である。一方、「女性のためのアジア平和国民基金」に係わる活動によって和田は、朝鮮人慰安婦寄りの主張を行う社会運動家からも批判される立場に立った。

### 竹島問題
竹島問題については「竹島が日本の領土と宣言されたのは1905年だ。その時から敗戦までの40年間、 竹島は確かに日本の領土だった。1945年に日本の管轄から脱した後、サンフランシスコ条約でも明確な処理がなされなかった」とし、そのうえで、「植民地支配反省の表現として、日本は独島（竹島の韓国名）を韓国領土として認める」という独自の主張を展開している。さらに2013年10月には、独島問題に関して、日本は韓国側の主張を認めること以外に答えはないとし、韓国は韓日友好のための特別な配慮として鬱陵島と隠岐諸島の中間地点に経済水域の境界を設定することを提案した。
和田はその代わりに韓国側が、韓日友好のための思いやりとして、島根県の漁民に島周辺の漁業権を認めるという条件を、竹島を韓国に供与する見返りとして提案しているが、既に竹島周辺海は暫定水域として日韓漁業協定による漁業権が確定済みであり、和田の案により日本が得られるものは皆無である。

### 韓国左派への影響
『週刊文春』2004年3月25日号に掲載された加藤昭「韓国親北政権の罪第二弾 盧武鉉弾劾の真実 大統領府に北のスパイが浸透していた」において韓国の盧武鉉政権への影響力が詳述されている。「南北に食いこむ和田春樹氏」として、高泳耉大韓民国国家情報院院長、徐東晩大韓民国国家情報院室長、李鍾奭国家安全保障会議事務次長の「親北三人組」のうち、徐と李と親しい関係にあると報道された。

### 日韓併合無効論
和田は2010年（平成22年）、日本が大韓帝国を併合するに当たっての韓国併合ニ関スル条約（1910年）は当初から無効であったとして、日本政府がその無効性を認めるよう求める声明を発表した。さらに、内閣総理大臣 菅直人に対しては、同条約の無効を、日韓併合100周年に当たる同年8月に宣言するよう求めた。

### 歴史教科書
2001年（平成13年）4月、『新しい歴史教科書』（扶桑社）を批判する声明を、連名で発表した。

### 北方領土
和田は「日本は北方領土の問題にこだわって日ソ関係を非常に悪いままにしている」と、領土問題を問わずにソ連との友好を優先することを主張していた。

### ラングーン事件
ラングーン事件について「韓国政府内部の人間がやったことも考えられる。北朝鮮の側が爆弾テロをやるということはありえない」と自作自演を主張していた。

### 韓国は「敵」なのか
2019年7月25日、「日本政府が表明した韓国に対する輸出規制に反対し、即時撤回を求める」声明を発表し、7月29日現在78名の呼びかけ人とともに、賛同署名を集める活動を開始した。

## 批判

### 慰安婦問題
長年慰安婦問題に携わり、元慰安婦の福祉支援を行う外務省フォローアップ事業の民間担当者も務めた臼杵敬子は、和田がアジア女性基金では韓国挺身隊問題対策協議会（挺対協）の方ばかりを見て、知識人故の言葉遊びに終始し、元慰安婦達の気持ちを理解しようとはしなかったと批判している。臼杵はまた、和田はアジア女性基金の専務理事を勤めていた当時、挺対協とばかり交渉して当事者である元慰安婦達の話を聞かないことに不満を持った元慰安婦の一人からコップの水をかけられたことがあると『週刊文春』の記事で明かしている。

### ロシアのウクライナ侵攻
2022年ロシアのウクライナ侵攻を受けて、和田らロシア研究者14人が同年3月と5月、戦闘停止と日本、中華人民共和国、インドによる停戦交渉仲介などを求める声明を発表した。これに対して、日本大学危機管理学部教授の福田充ら安全保障や国際政治学の専門家が、軍事力による現状変更の追認につながる、ウクライナは自衛のために戦っており日本に停戦仲介を求めていないなどと批判した。和田は『毎日新聞』の取材に対して「ロシアが攻め込むに至った歴史を考えるべき」「ウクライナが聖人君子で、突然ロシアが攻め込んできたというわけではない」と語っている。

## 略歴
- 1960年（昭和35年）3月 東京大学文学部西洋史学科卒業
- 1960年（昭和35年）4月 東京大学社会科学研究所助手
- 1966年（昭和41年） 同・講師
- 1968年（昭和43年） 同・助教授
- 1978年（昭和48年） 在外研究のためソ連に1年間滞在。反体制派の知識人たちと知り合う。
- 1985年（昭和60年） 同・教授
- 1996年（平成8年）4月 同・所長（1998年3月まで）
- 1998年（平成10年）3月 東京大学退官
- 1998年（平成10年）5月 東京大学名誉教授
- 2001年（平成13年）4月 東北大学東北アジア研究センター客員教授

## 著作

### 単著
- 『近代ロシア社会の発展構造――1890年代のロシア』（東京大学社会科学研究所, 1965年）
- 『ニコライ・ラッセル――国境を越えるナロードニキ]（上・下）』（中央公論社, 1973年）
- 『マルクス・エンゲルスと革命ロシア』勁草書房、1975年。NDLJP:12183288。
- 『農民革命の世界――エセーニンとマフノ』東京大学出版会、1978年10月。NDLJP:12039105。
- 『韓国民衆をみつめること』創樹社、1981年2月。NDLJP:12173051。
- 『韓国からの問いかけ――ともに求める』思想の科学社、1982年9月。NDLJP:12172093。
- 『私の見たペレストロイカ――ゴルバチョフ時代のモスクワ』（岩波書店［岩波新書, 1987年）
- 『北の友へ南の友へ――朝鮮半島の現状と日本人の課題』御茶の水書房、1987年6月。NDLJP:12172218。
- 『ペレストロイカ――成果と危機』（岩波書店 岩波新書, 1990年）
- 『北方領土問題を考える』（岩波書店, 1990年）
- 『ロシアの革命1991』（岩波書店, 1991年）
- 『開国――日露国境交渉』（日本放送出版協会［NHKブックス］, 1991年）
- 『金日成と満州抗日戦争』（平凡社, 1992年）
- 『歴史としての社会主義』（岩波書店［岩波新書］, 1992年）
- 『ロシア・ソ連』（朝日新聞社, 1993年）
- 『朝鮮戦争』（岩波書店, 1995年）
- 『歴史としての野坂参三』（平凡社, 1996年）
- 『北朝鮮――遊撃隊国家の現在』（岩波書店, 1998年）
- 『北方領土問題――歴史と未来』（朝日新聞社［朝日選書］, 1999年）
- 『ロシア――ヒストリカル・ガイド』（山川出版社, 2001年）
- 『朝鮮戦争全史』（岩波書店, 2002年）
- 『朝鮮有事を望むのか――不審船・拉致疑惑・有事立法を考える』（彩流社, 2002年）
- 『日本・韓国・北朝鮮――東北アジアに生きる』（青丘文化社, 2003年）
- 『東北アジア共同の家――新地域主義宣言』（平凡社, 2003年）
- 『同時代批評――日朝関係と拉致問題』（彩流社, 2005年）
- 『テロルと改革――アレクサンドル二世暗殺前後』（山川出版社, 2005年）
- 『ある戦後精神の形成 1938-1965』（岩波書店, 2006年）
- 『日露戦争 起源と開戦』上下（岩波書店, 2009-10年）
- 『日本と朝鮮の一〇〇年史 これだけは知っておきたい』平凡社新書、2010年
- 『領土問題をどう解決するか 対立から対話へ』平凡社新書、2012年
- 『北朝鮮現代史』岩波新書、2012年
- 『慰安婦問題の解決のために アジア女性基金の経験から』平凡社新書、2015年
- 『スターリン批判 1953-56年』作品社、2016年
- 『ウクライナ戦争即時停戦論』平凡社新書、2023年
- 『回想 市民運動の時代と歴史家 1967-1980』作品社、2023年

### 共著
- （和田あき子）『血の日曜日――ロシア革命の発端』（中公新書 1970年）
- （前田哲男）『くずれる国つながる国――ロシアと朝鮮日本近隣の大変動』（第三書館, 1993年）
- （高崎宗司）『検証日朝関係60年史』（明石書店, 2005年）
- 『拉致問題を考えなおす』蓮池透,菅沼光弘,青木理,東海林勤共著 青灯社 2010年
- 『韓国併合100年の現在(いま)』前田憲二,高秀美共著 東方出版 2010年
- 中村喜和共著『世界歴史の旅 ロシア モスクワ・サンクトペテルブルク・キエフ』山川出版社 2013年

### 編著
- 『ロシア史の新しい世界――書物と史料の読み方』（山川出版社, 1986年）
- 『ペレストロイカを読む――再生を求めるソ連社会』（御茶の水書房, 1987年）
- 『ロシア史　世界各国史』（山川出版社, 2002年）、新版・上下, 2023年

### 共編著
経歴から東京大学社会科学研究所の研究者との共著が多い。
- （高崎宗司）『分断時代の民族文化――韓国創作と批評論文選』（社会思想社, 1979年）
- （梶村秀樹）『韓国の民衆運動』（勁草書房, 1986年）
- （梶村秀樹）『韓国民衆――学園から職場から』（勁草書房, 1986年）
- （梶村秀樹）『韓国民衆――「新しい社会」へ』（勁草書房, 1987年）
- （小森田秋夫・近藤邦康）『「社会主義」それぞれの苦悩と模索』（日本評論社, 1992年）
- （近藤邦康）『ペレストロイカと改革・開放――中ソ比較分析』（東京大学出版会, 1993年）
- （田中陽兒・倉持俊一）『世界歴史大系 ロシア史（全3巻）』（山川出版社, 1994-1997年）
- （家田修・松里公孝）『スラブの歴史』（弘文堂, 1995年）
- （水野直樹）『朝鮮近現代史における金日成』（神戸学生青年センター出版部, 1996年）
- （大沼保昭・下村満子）『「慰安婦」問題とアジア女性基金』（東信堂, 1998年）
- （隅谷三喜男）『日朝国交交渉と緊張緩和』（岩波書店, 1999年）
- （石坂浩一）『現代韓国・朝鮮』（岩波書店, 2002年）
- （高崎宗司）『北朝鮮本をどう読むか』（明石書店, 2003年）
- 『「韓国併合」100年を問う 『思想』特集・関係資料』趙景達,宮嶋博史,李成市共編 岩波書店 2011
- 『岩波講座 東アジア近現代通史』全10巻 後藤乾一,木畑洋一,山室信一,趙景達,中野聡,川島真共編 岩波書店 2010-11
- 『日韓歴史問題をどう解くか 次の100年のために』内海愛子,金泳鎬, 李泰鎮共編 岩波書店 2013
- 『慰安婦問題とアジア女性基金 デジタル記念館』村山富市共編 青灯社 2014
- 『東アジア近現代通史 19世紀から現在まで』後藤乾一,木畑洋一,山室信一,趙景達,中野聡,川島真共著 岩波現代全書 2014年

### 訳書
- 『レーニン 世界の思想家』（平凡社, 1977年）編訳
  - 改訂『レーニン・セレクション』 平凡社ライブラリー, 2024年
- 『金大中獄中書簡』金学鉉, 高崎宗司共訳（岩波書店, 1983年）
- アレク・ノーヴ『スターリンからブレジネフまで――ソヴェト現代史』（刀水書房, 1983年）
- アレクサンドル・チャヤーノフ『農民ユートピア国旅行記』和田あき子共訳（晶文社 1984年）、平凡社ライブラリー 2013年
- 『資料集コミンテルンと日本共産党』G.M.アジベーコフ共監修 富田武共編訳 岩波書店 2014年

## メディア出演
- 戦車闘争 (映画) - （2020年12月公開 ドキュメンタリー映画[23]）

## 家族
夫人はロシア文学者の和田あき子。